# Lāʻie
Lāʻie ist ein Census-designated place an der Ostküste der Hawaii-Insel Oʻahu, 57 km nördlich von Waikīkī, mit rund 6100 Einwohnern. Er ist Standort der Brigham Young University und des Polynesian Cultural Center. Der hawaiische Ortsname bedeutet „Blatt der Freycinetia-Liane“.

## Geschichte

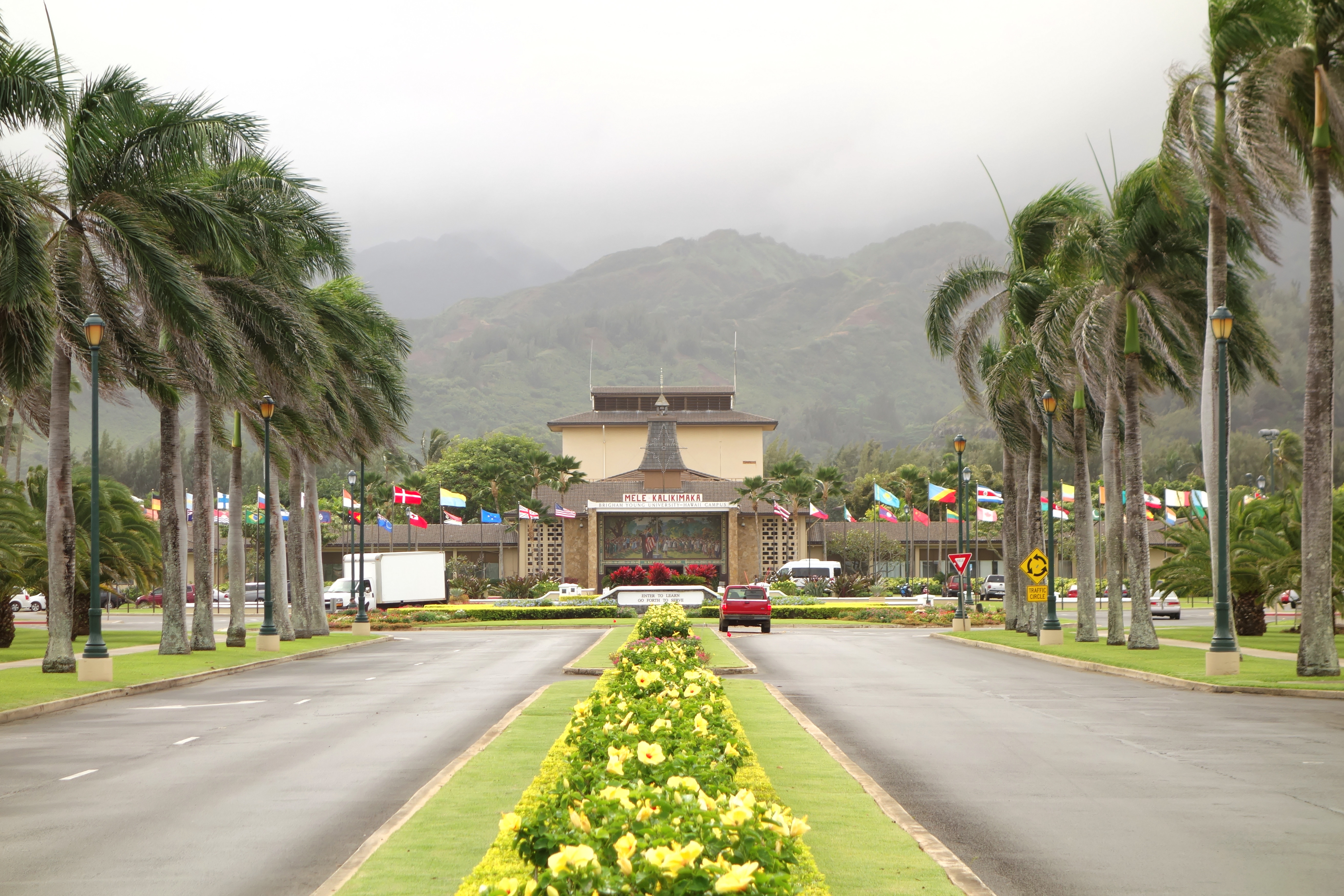
Brigham Young University

Im Jahr 1864 erwarben mormonische Missionare vom US-amerikanischen Vize-Konsul in Honolulu eine große Plantage an der Nordostküste und besiedelten sie. Die Siedler waren sehr erfolgreich und beschlossen 1915 einen großen Tempel zu bauen. Der Laie-Hawaii-Tempel wurde 1919 fertig gestellt. Zwei Jahre später planten sie, im Ort auch eine eigene Hochschule zu etablieren. Dieser Plan wurde 1955 mit der Eröffnung des „Church College of Hawaii“ umgesetzt, das 1961 als vierjähriges College akkreditiert und später in Brigham Young University umbenannt wurde. Als sie erneut Finanzmittel zum Bau einer Kapelle benötigten, kamen sie auf die Idee, einen „Hukilau“ zu veranstalten – ein traditionelles hawaiisches Fischen mit anschließendem Fest. 

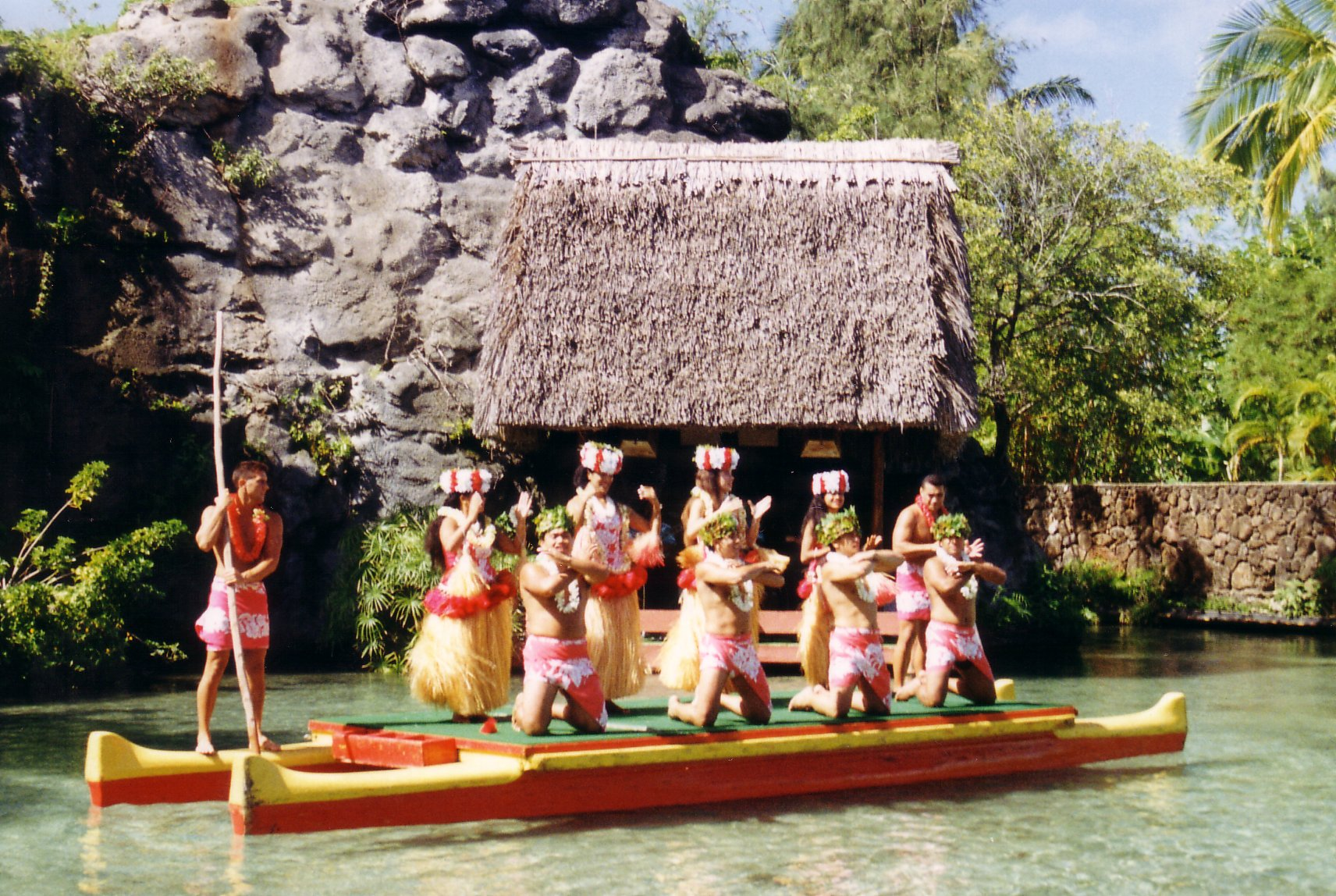
Polynesian Cultural Center

Diese Veranstaltungen führten 1963 zur Eröffnung des 42-Acre großen Polynesian Cultural Center, in dem sechs traditionelle polynesische Dörfer aus verschiedenen Inseln des Pazifik nachgebaut wurden und das sich zu einer der touristischen Hauptattraktionen von Hawaii entwickelt hat. Das steuerbefreite Kulturzentrum verzeichnete 2017 bei einem Umsatz von 56 Millionen US-Dollar jedoch einen Verlust von 3,37 Millionen US-Dollar.

## Demographie
Der Zensus 2010 ergab eine Bevölkerung von 6138 Einwohnern, die sich zusammensetzten aus: 29,8 % Weiße, 29,6 % gemischtrassig, 25,3 % native Hawaiier und andere Polynesier, 12,3 % Asiaten, 7,7 % Hispanics und 1,1 % Schwarze. Das mittlere Haushaltseinkommen betrug im Jahr 2018 95.304 US-Dollar, das Pro-Kopf-Einkommen 19.033 US-Dollar.

## Strände
Lāʻie verfügt über mehrere Sandstrände: Hukilau Beach, Temple Beach, Laniloa Beach und Pounder's Beach.

## Wiederaufforstungsprojekt
Am Stadtrand von Laie werden auf einem 500-Acre großen Gelände, das der Glaubensgemeinschaft der Mormonen gehört, 600.000 endemische Bäume wie Koa-Akazie, ʻŌhiʻa, Māmane, Naio, Kou, Milo und Sandelholzbaum, die durch die Plantagenwirtschaft auf der Insel fast ausgerottet wurden, von der Hawaiian Legacy Reforestation Initiative gepflanzt. Das Projekt ist das erste dieser Art auf Oʻahu und wird allein durch Spendengelder finanziert.